# هالیوود و هایلند
هالیوود و هایلند (انگلیسی: Hollywood & Highland) یک مرکز خرید و مجموعه تفریحی در بلوار هالیوود و خیابان هایلند در هالیوود، لس آنجلس است.
این مرکز خرید که در سال ۲۰۰۱ تأسیس شده دارای ۳۶٬۰۰۰ مترمربع مساحت است و شامل تئاتر چینی تی‌سی‌ال و سالن تئاتر دالبی و همچنین بیش از ۷۰ فروشگاه و ۲۵ رستوران می‌شود.

## نگارخانه

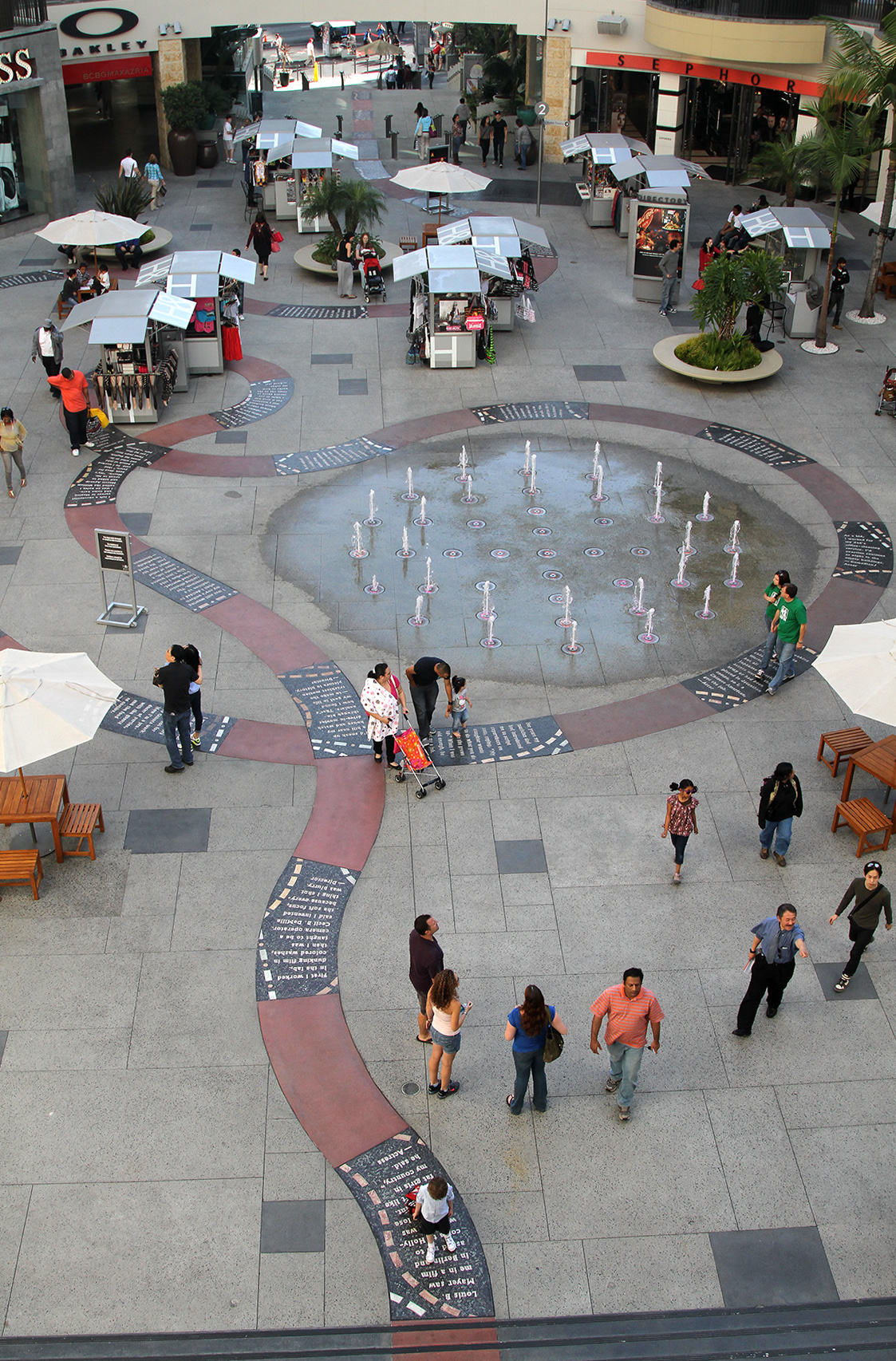
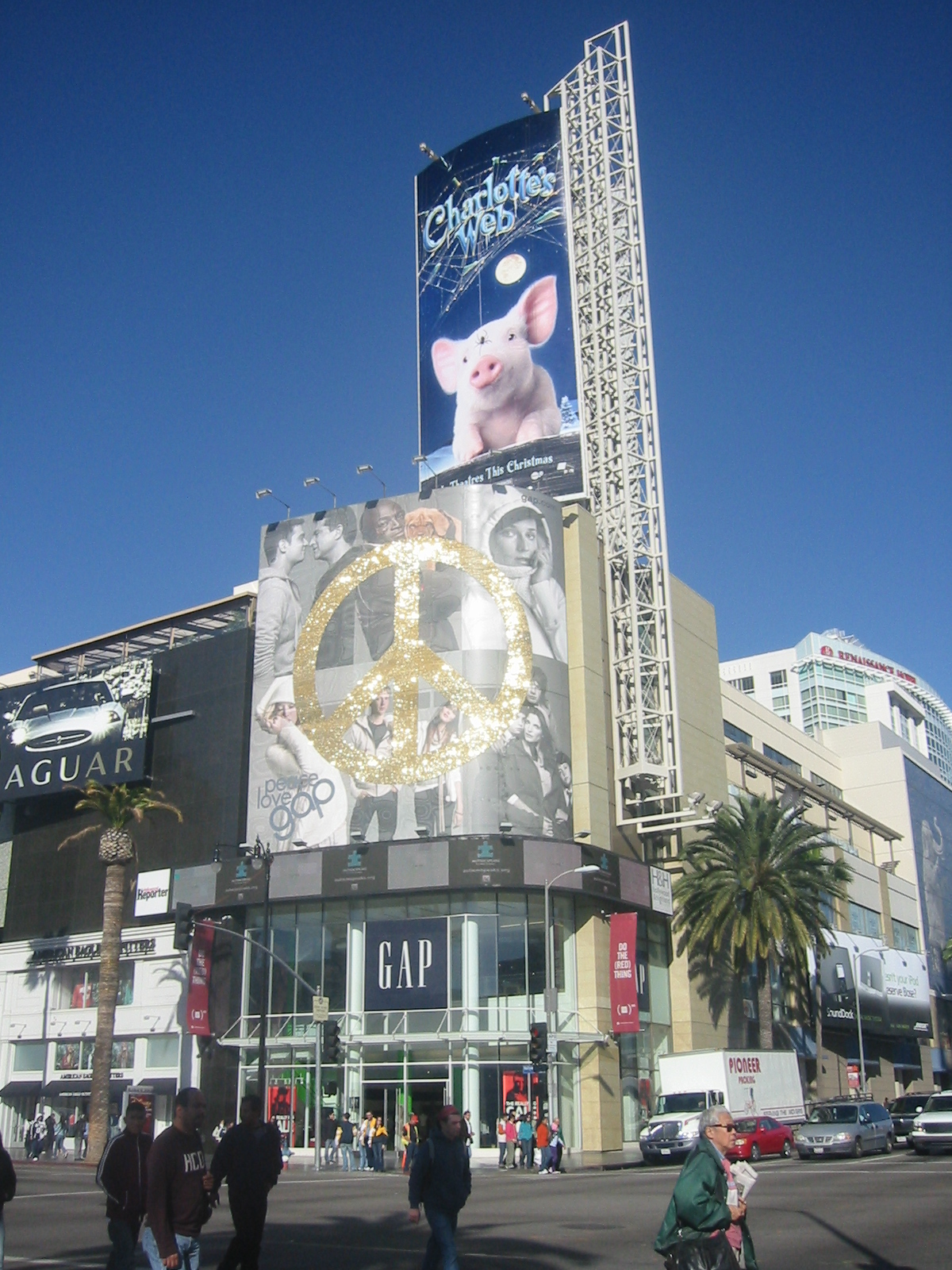